# 47 Aglaja
Aglaja /əˈɡleɪ.ə/ (định danh hành tinh vi hình: 47 Aglaja) là một tiểu hành tinh lớn và tối ở vành đai chính. Tiểu hành tinh này do Karl T. R. Luther phát hiện ngày 15 tháng 9 năm 1857 từ Düsseldorf. Tiểu hành tinh này được đặt theo tên Aglaea, một nữ thần trong thần thoại Hy Lạp.